# Neuköllner Begegnungsstätte
Die Neuköllner Begegnungsstätte (NBS) ist ein Verein, der die der islamisch-sunnitischen Glaubensrichtung zugehörige Dar-as-Salam-Moschee in Berlin-Neukölln betreibt. Die NBS wird von bis zu 1500 Gläubigen zum Freitagsgebet besucht und ist damit eine der größten Moscheegemeinden in Berlin. Die Besucher kommen vor allem aus arabischen Ländern.
Die NBS ist Mitglied im Zentralrat der Muslime und in der Islamischen Föderation, die u. a. für den Islamunterricht an Berliner Schulen zuständig ist.
Die Neuköllner Begegnungsstätte ist seit 2016 Gegenstand von Diskussionen. Einerseits genießt die Moscheegemeinde aufgrund ihres Engagements für interreligiösen Dialog, Integration und Verständigung Ansehen bei Organisationen, die mit ihr regelmäßig zusammenarbeiten, wie z. B. der Landeszentrale für politische Bildung, Vertretern der evangelischen und katholischen Kirche und des Humanistischen Verbandes oder auch dem gemeinnützigen Verein Leadership Berlin – Netzwerk Verantwortung. Der Moschee-Vorsitzende und Imam Mohamed Taha Sabri erhielt u. a. den Verdienstorden des Landes Berlin. Der Dokumentarfilm Inschallah über Taha Sabri und seine Moscheegemeinde gewann 2017 den Publikumspreis der Duisburger Filmwoche.
Andererseits ist die Moscheegemeinde im Verfassungsschutzbericht des Landes Berlin aufgeführt und ist Objekt kritischer Berichterstattung z. B. seitens der Journalisten Sascha Adamek vom rbb, Frank Jansen vom Tagesspiegel, und Ahmad Mansour. Thematisiert wurden dabei Verbindungen zur Islamischen Gemeinschaft in Deutschland, die vom Verfassungsschutz als deutscher Arm der Muslimbruderschaft betrachtet wird.

## Engagement gegen islamistischen Extremismus und Antisemitismus
Nach dem Mobbing eines jüdischen Schülers an einer Friedenauer Schule im Frühjahr 2017 initiierte die Neuköllner Begegnungsstätte unter ihrem Imam Taha Sabri eine Erklärung gegen Antisemitismus und gewann zwölf muslimische Vereine und sechs Imame als Mitunterzeichner. In der Erklärung heißt es u. a.: „Mit Entsetzen haben wir den Medien entnehmen müssen, dass Schüler*innen jüdischen Glaubens aufgrund ihrer Religion von muslimischen Mitschüler*innen gehänselt, beschimpft und bedroht wurden und werden. Wir verurteilen dies sehr und appellieren an alle, die sich als muslimisch betrachten, sich auch unserem Glauben würdig zu verhalten. Die Diskriminierung von Andersgläubigen lässt sich nach unserer Überzeugung nicht mit dem islamischen Glauben rechtfertigen“. Mit der Stellungnahme erklären sich die Unterzeichner bereit, sich im Rahmen des Projektes meet2respect des gemeinnützigen Vereins Leadership Berlin – Netzwerk Verantwortung e. V. gemeinsam mit Rabbinern in der betroffenen Schule und anderen Schulen, an denen es zu solchen Vorfällen kam, gegen Antisemitismus auszusprechen. In der Stellungnahme wird darüber hinaus zum Ausdruck gebracht, dass die Unterzeichner sich zur meet2respect-Grundsatzerklärung jüdischer und muslimischer Vertreter zum friedlichen Zusammenleben einschließlich der Anerkennung des Staates Israel bekennen.
Die Moschee beteiligte sich an der Stolperstein-Verlegung zum Andenken an jüdische Mordopfer im Holocaust. Mehrfach waren Rabbiner und jüdische Religionsvertreter in der Moschee zu Gast. Zuletzt fand am 1. März 2018 eine Buchlesung des Autors und Aktivisten Ármin Langer aus seinem Buch Ein Jude in Neukölln. Mein Weg zum Miteinander der Religionen in der mehrheitlich von Palästinensern besuchen Moschee statt.
Als Zeichen gegen islamistischen Terrorismus organisierten im Juli 2017 der liberale Pariser Imam Hassen Chalghoumi und dessen jüdischer Freund, der Künstler Marek Halter, den „Marsch der Muslime gegen den Terrorismus“, in dessen Rahmen 60 Imame gemeinsam im Bus Orte des Terrors besuchten, um dort ihre Trauer zu zeigen und dem Missbrauch ihrer Religion entgegenzutreten. Der Imam der Neuköllner Begegnungsstätte, Taha Sabri, beteiligte sich an der Aktion und mobilisierte die Berliner Beteiligten an dem Marsch der Muslime gegen den Terrorismus. In einem Interview gegenüber der Zeit äußerte er sich:

„Man muss jedoch auch anerkennen, dass diese Terroristen mit ihren Gewaltakten Bilder über meinen Islam in der Welt verbreiten: Islam ist Terrorismus, Islam ist Blut, Islam ist Gewalt. Wir müssen beweisen, dass wir noch stärkere Bilder erzeugen können. Natürlich hat die faschistische Ideologie und deren paar Koranverse ohne Kontext nichts mit meiner Religion zu tun. Aber am Ende benutzt sie meine Religion und ich bin ihr diesen Protest schuldig, um sie vom Islamismus zu befreien.“

Nach der Entscheidung des US-amerikanischen Präsidenten Donald Trump, die Botschaft der USA in Israel von Tel Aviv nach Jerusalem zu verlegen, gab es eine Protest-Demonstration von Palästinensern in verschiedenen Städten Deutschlands und Europas. Es folgte eine große öffentliche Empörung quer durch die Medienlandschaft über muslimischen Antisemitismus, insbesondere angesichts einer pro-palästinensischen Demonstration in Berlin, bei der ca. zehn der über 2000 Demonstranten gegen den Willen der Veranstalter selbstgebastelte Israel-Fahnen verbrannten und bei der es laut zahlreicher Medien massenhaft „Tod den Juden“-Rufe gegeben haben soll. In der allgemein aufgeladenen Stimmung veröffentlichte die mehrheitlich von Palästinensern besuchte Dar-as-Salam-Moschee bzw. ihr Imam Taha Sabri einen klaren Apell gegen Antisemitismus. In der Erklärung heißt es u. a.:

„Die antisemitischen Ausschreitungen, die Aufrufe zur Gewalt und die öffentliche Verbrennung von Flaggen verurteilen wir aufs Schärfste. Das Demonstrationsrecht darf keinesfalls dazu missbraucht werden, Gewalt und Hass zu schüren. Selbstverständlich erkennen wir in der einseitigen Anerkennung Jerusalems als Hauptstadt Israels durch die USA einen Affront gegen die Weltgemeinschaft und stimmen mit unserer Bundesregierung darin überein, dass der endgültige politische Status Jerusalems durch direkte Verhandlungen beider Seiten auf Grundlage von UN-Resolutionen beschlossen werden muss. Der Unmut über die Entscheidung des US-amerikanischen Präsidenten Donald Trump darf jedoch nicht dazu führen, dass legitime, friedliche Proteste und Demonstrationen zu gefährlichen Hassrevolten verkommen. Wir rufen alle Muslime dazu auf, sich lautstark gegen Antisemitismus und Judenfeindlichkeit zu erheben. Es ist unser aller Pflicht, den inneren Frieden und die pluralistische Grundordnung Deutschlands zu bewahren und zu schützen.“

In einer Zeit, in der in vielen Medien die Forderung zu lesen war, dass sich Muslime doch endlich einmal gegen Antisemitismus äußern sollten, versendete die Neuköllner Begegnungsstätte ihren neuerlichen Aufruf gegen Antisemitismus am 12. Dezember 2017 an über 300 Medienvertreter. Allerdings wurde dies von keinem einzigen Medium aufgegriffen, was wiederum u. a. von Martin Germer, Pfarrer der Berliner Gedächtniskirche in einem Beitrag im Tagesspiegel am 19. Dezember 2017 moniert, oder auch von Thomas Schimmel, Geschäftsführer der katholischen Franziskanischen Initiative 1219 und Vorsitzender der Langen Nacht der Religionen, in einem offenen Brief an den rbb thematisiert wurde.

## Kontroverse um Eintragung im Berliner Verfassungsschutzbericht
Der Verein wird vom Berliner Verfassungsschutz beobachtet und gilt als der Muslimbruderschaft nahestehend. Im Verfassungsschutzbericht 2016 wird der Verein unter der Rubrik „Muslimbruderschaft“ (MB) / „Islamische Gemeinschaft in Deutschland e. V.“ (IGD) mehrmals erwähnt. Begründet wird dies mit einer Tagung des kurz zuvor in einem Hotel gegründeten „Fatwa-Ausschusses Deutschland“, der am 11. und 12. März 2016 in der Neuköllner Begegnungsstätte zusammenkam. Zu den Teilnehmern der Veranstaltung gehörten viele muslimische Gelehrte und Theologen der unterschiedlichsten Strömungen und Verbände, darunter auch einige, die der Muslimbruderschaft nahestehen sollen.
Die Neuköllner Begegnungsstätte hat gegen die Aufführung im Verfassungsschutzbericht 2015 und 2016 im September 2017 Klage eingereicht. Aus ihrer Sicht beruht die Erwähnung im Verfassungsschutzbericht lediglich auf einer „Kontaktschuld“, die sich auf einige wenige der vielen hundert Kontakte und Gastredner bezieht, u. a. auch solchen mit Vertretern der Islamischen Gemeinschaft in Deutschland. Auch sei die IGD ganz offiziell Gründungsmitglied und starkes Einzelmitglied beim Zentralrat der Muslime in Deutschland und wird trotz dieses Umstands weder im Bundes-Verfassungsschutzbericht aufgeführt, noch bedeute die unmittelbare direkte Verbindung einen Hinderungsgrund für Bundeskanzleramt, Bundespräsidialamt oder auch den Zentralrat der Juden, gemeinsame Veranstaltungen mit dem Zentralrat der Muslime durchzuführen.
Dazu aus einem Artikel aus der Berliner Morgenpost vom 21. August 2016:

„Die Dar-As-Salam-Moschee sei kein Mitglied der IGD, unterhalte keine offizielle Verbindung zu der Vereinigung oder werde von ihr finanziert. ‚Wir sind autonom und agieren alleine‘, versichert Sabri. Den Vorsitzenden der IGD kenne er aber tatsächlich. Sogar ganz gut. Sie stammten beide aus Tunesien. Beide engagierten sich in der muslimischen Community. Da habe man zwangsläufig miteinander zu tun. Ist das schlimm oder gefährlich? Laut Verfassungsschutz ist die IGD die ‚mitgliederstärkste Organisation von Muslimbruderschafts-Anhängern in Deutschland‘ und so etwas wie deren verlängerter Arm. Sie gehört zu den einflussreichsten Organisationen im ‚Zentralrat der Muslime‘ (ZMD). Dessen Vorsitzender, der in Aachen geborene Aiman Mazyek, ist Talkshow-Stammgast und für die Bundesregierung einer der wichtigsten Ansprechpartner, wenn es um Belange von Muslimen geht. Fotos zeigen Mazyek neben dem Bundesinnenminister. Oder Arm in Arm zwischen Bundeskanzlerin Angela Merkel (CDU) und Bundespräsident Joachim Gauck (parteilos).“

Abgesehen von der unterstellten „Kontaktschuld“ durch die Verbindung mit der IGD ist der Berliner Verfassungsschutz bislang einen Nachweis schuldig geblieben, dass in der Moschee jemals gegen Frauen, Homosexuelle, Juden, Schiiten gehetzt worden sei oder Gewalt relativiert oder entgegen der freiheitlich-demokratischen Grundordnung und dem Grundgesetz gepredigt worden sei. Von Medien werden allerdings solche Behauptungen mitunter erhoben, wie beispielsweise in der Berliner Tageszeitung Der Tagesspiegel. Auch gegen eine Falschdarstellung durch den Evangelischen Pressedienst, der die Moschee in einer Agenturmeldung als „salafistisch“ bezeichnet hatte, was dann von einigen Medien übernommen wurde, konnte die Moscheegemeinde sich erfolgreich juristisch wehren und eine Einstweilige Verfügung vor dem Verwaltungsgericht Berlin dagegen erwirken.
Der Umgang der Medien – gerade auch mit der Neuköllner Begegnungsstätte – bewirkte, dass am 3. Januar 2018 ein Bündnis von Persönlichkeiten aus den unterschiedlichsten Glaubensrichtungen und Arbeitsbereichen öffentlich zum fairen Umgang mit Muslimen in Medien, Politik und Verwaltung aufrief. Zu den Erstunterzeichnern gehörten u. a. Martin Germer, der Pfarrer der evangelischen Gedächtniskirche, der mehrere gemeinsame Veranstaltungen und Gedenkgottesdienste mit der Neuköllner Begegnungsstätte durchführte, Werner Gräßle, der Präsident des Amtsgerichts Lichtenberg, der mit einer Gruppe schwuler Führungskräfte im Jahr 2016 die Neuköllner Begegnungsstätte besucht und ihre Akteure kennengelernt hatte, oder auch Winfriede Schreiber, die ehemalige Leiterin des Brandenburger Verfassungsschutzes, die in den Jahren 2016 und 2017 insgesamt drei Veranstaltungen in der Neuköllner Begegnungsstätte moderiert hatte, darunter u. a. einen Besuch einer Gruppe schwuler Führungskräfte in der Neuköllner Begegnungsstätte.

## Kritik an der Neuköllner Begegnungsstätte im Einzelnen
Der Verein soll Verbindungen zur IGD haben und finanzielle Unterstützung aus Kuwait erhalten. Der rbb berichtet über indirekte Finanzierung. Sascha Adamek spricht von einer „Doppelgesichtigkeit“ der NBS und ihrer Imame. Die Neuköllner Begegnungsstätte jedoch widerspricht dem Vorwurf des rbb-Journalisten Sascha Adamek, sie habe Geld aus Kuweit erhalten. In einer Stellungnahme heißt es dazu:

„Die NBS hat während unverbindlicher erster Gespräche (mit Bezirk und Senat) um die Ausstellung einer „Unbedenklichkeitsbescheinigung“ gebeten, um gegebenenfalls Stiftungen in Kuwait um Unterstützung bitten zu können, da die Gemeinde derzeit die notwendigen Gelder (für einen Ausbau des Gebäudes) nicht allein aufbringen kann. Aber die Behauptung, die NBS erwarte eine Millionenspende aus Kuwait, ist schlichtweg falsch.“

Die Neuköllner Begegnungsstätte wirft dem Journalisten Sascha Adamek vor, bewusst tendenziöse, falsche Berichterstattung zu betreiben und sich nicht an die Absprache gehalten zu haben, ein komplettes Interview zumindest online zugänglich zu machen. Dazu heißt es in einer Stellungnahme:

„Wir haben nie etwas verheimlicht und wüssten sehr gern, wie es zu dieser Aussage kommen konnte. Allerdings können wir aufgrund des nicht vorhandenen Zugangs zum Interview leider nichts dazu sagen. Obwohl Sie, Herr Adamek, mehrfach zugesagt hatten, das gesamte Interview der Öffentlichkeit und vor Allem uns zugänglich zu machen, ist dies bis dato nicht geschehen.“

2009 und erneut, trotz eines Einreiseverbots, im März 2013 trat der saudische Prediger Muhammad al-Arifi in der NBS auf. Dem rbb zufolge hat die Predigt von 2009 der mittlerweile zum „Bildungsminister“ des sogenannten „Islamischen Staates“ aufgestiegene Berliner Salafist Reda Seyam als Kameramann gedreht, von dessen Verstrickungen die NBS damals nichts gewusst haben will. Er steht wegen seiner Vorstellungen zur Züchtigung von Frauen in der Kritik. In der Vergangenheit traten auch weitere Redner aus dem Spektrum der Muslimbruderschaft auf wie Ahmed al-Khalifa oder die gebürtige Syrerin Houaida Taraji, die von 2006 bis 2010 IGD-Vizepräsidentin war. Die Neuköllner Begegnungsstätte verweist in einer Stellungnahme darauf, dass sie als „Begegnungsstätte“ viele hundert Gäste gehabt habe, unter denen auch Islam-Kritiker wie Ahmad Mansour, Rabbiner wie Daniel Alter oder Nils Ederberg, Vertreter der schwul-lesbischen Community, Politiker aus den unterschiedlichsten Parteien inkl. bereits drei Vertretern der AfD, aber auch Vertreter anderer muslimischer Strömungen wie der schiitischen Glaubensrichtung und der Ahmadiyya-Gemeinde zu Gast waren und sie es insofern als unfair betrachtet, immer wieder auf 2–3 Besucher reduziert zu werden, die zu anderem Zeitpunkt und anderem Ort mit islamistischen Aussagen negativ aufgefallen sind, deren Besuch sie zudem mehrfach öffentlich bedauert hätten und die bestimmt nicht noch einmal in der NBS willkommen seien.
Ein Besuch der Neuköllner Bezirksbürgermeisterin Franziska Giffey trug dieser heftige Kritik ihres Amtsvorgängers Heinz Buschkowsky ein. Sie verteidigte sich mit den Worten: „Mir ist sehr wohl bewusst, dass der Verein Mitglied der Islamischen Gemeinde Deutschland ist, dem Verband der Muslimbruderschaft. Allerdings hat nahezu jede arabische Moschee in Berlin Verbindungen zur Muslimbruderschaft.“ Die Neuköllner Begegnungsstätte weist diese Zuschreibung weit von sich, die schon deswegen falsch sei, weil die IGD nur natürliche Personen und keine Vereine als Mitglieder aufnehme. Aber auch gegen die Zuschreibung aus dem Berliner Verfassungsschutzbericht, auf den sich Giffey bezog, wehrte sich die NBS. Sie hat daher gegen ihre Nennung im Verfassungsschutzbericht auf Grundlage angeblicher „Verbindungen“ zur Islamischen Gemeinde Deutschland im September 2017 Klage eingereicht.
In Imitation des legendären Thesenanschlages von Martin Luther schlug der Freiburger Islamwissenschaftler Abdel-Hakim Ourghi 40 Thesen an die Türen dieser Moschee an. Er begründete das mit dem Verhältnis der Lehren der Moschee zum Grundgesetz und den Inhalten der Predigten des Mohamed Taha Sabri. Die Aktion des Thesenanschlags stieß u. a. auf Kritik bei Martin Germer, dem Pfarrer der Evangelischen Gedächtniskirche, der in einem offenen Brief beanstandete, dass Ourghi seinen Thesenanschlag nur der Presse angekündigt, nicht aber das Gespräch mit der Gemeinde gesucht hatte, bei der er früher sogar schon einmal Gast gewesen war. Ähnlich äußerte sich Dr. Thomas Schimmel, der Vorsitzende der „Langen Nacht der Religionen“ in Berlin, der die Aktion mit einem „PR-Gag“ verglich. Ein juristisches Nachspiel hatte die Aktion, nachdem der Evangelische Pressedienst (EPD) die NBS unter Bezugnahme auf entsprechende Äußerungen Abdel-Hakim Ourghis „als salafistisch geltend“ bezeichnet hatte. Die Neuköllner Begegnungsstätte erwirkte eine einstweilige Verfügung gegen den EPD gegen diese ihrer Meinung nach falsche Behauptung von Abdel-Hakim Ourghi. Der EPD klagte anschließend gegen die Einstweilige Verfügung mit der Argumentation, diese Zuschreibung sei durch das Recht der freien Meinungsäußerung abgedeckt, unterlag allerdings damit vor dem Landgericht Berlin im Februar 2018.
Bundesweite Bekanntheit als Vertreter der NBS erlangte im Dezember 2017 Mohamed Matar, nachdem er auf Einladung der Kaiser-Wilhelm-Gedächtniskirche als muslimischer Vertreter auf der Gedenkveranstaltung zum Anschlag auf dem Breitscheidplatz ein Friedensgebet sprach. In einer Stellungnahme erklärte die NBS, dass Mohamed Matar weder Imam noch radikal sei, sondern lediglich Jugendseelsorger der Gemeinde, der sich im interreligiösen Dialog engagiert habe und beispielsweise im Herbst 2015 Bewohner der jüdisch-muslimischen Wohnprojekts DialogWG gewesen war.
Zwischen der Neuköllner Begegnungsstätte und der Palästinensischen Gemeinschaft in Deutschland (PGD) gibt es Kontakte. Der rbb berichtete darüber: „NBS-Imam trat auch bei Hamas-naher Organisation auf“. In einer Stellungnahme äußerte sich die NBS folgendermaßen zu diesem Vorwurf: „Hierzu sei bemerkt, dass die Palästinensische Gemeinschaft in Deutschland (PGD) den Vorwurf von sich weist, ein Ableger der Hamas zu sein. Abgesehen davon war die PGD nach unserem Wissen sogar die ersten, die sich nach der Jerusalem-Entscheidung von Trump am 10. Dezember ihren Mitgliedern gegenüber klar gegen Antisemitismus und Gewalt ausgesprochen hat (siehe deren Facebook-Seite und deren Website). Darüber hat kein Medium berichtet und auch in einen solchen Artikel wird es nicht einbezogen, sondern nur einseitig ein einfacher Besuch unseres Imams Taha Sabri bei der PGD als Beleg dafür genommen, dass er selbst Teil von PGD und Hamas und was auch immer sei.“
Nachdem Hamas-Kämpfer im Oktober 2023 hunderte Israelische Zivilisten ermordet hatten, verbreitete Mohamed Matar laut Susanne Schröter in einem Internetvideo, dass Israel für den Angriff die eigentliche Verantwortung trage.